# Liste von Persönlichkeiten der Stadt Konstanz
Dies ist eine Liste der Persönlichkeiten der Stadt Konstanz.

## Söhne und Töchter der Stadt
Folgende Persönlichkeiten sind in Konstanz geboren. Die Auflistung erfolgt chronologisch nach Geburtsjahr. Ob sie ihren späteren Wirkungskreis in Konstanz hatten oder nicht, ist dabei unerheblich.

### Bis 1700
- Johannes II. von Konstanz († 782), Bischof von Konstanz
- Bernhard von Konstanz († um 1088), Theologe, Publizist
- Bernold von Konstanz (um 1050–1100), Chronist, hochmittelalterlicher Geschichtsschreiber
- Wendelgard von Halten (13. Jh.), Besitzerin des Rebguts Haltnau, historische Sage
- Johann von Konstanz (14. Jahrhundert), Minnesänger
- Johann von Konstanz († 1321), Dominikaner, Weihbischof in Köln
- Heinrich Seuse auch Heinrich Suso (1295–1366), Dominikaner-Pater, Mystiker, Seliger
- Heinzelin von Konstanz (1. Hälfte 14. Jahrhundert), Dichter
- Ulrich von Richental (um 1360–1437), Chronist, Historiograf des Konstanzer Konzils (1414–1418)
- Clara Egghart (* vor 1426; † um 1470), Dominikanerin im Kloster Tass
- Ulrich Molitor, auch Ulricus Molitoris (um 1442–1507/1508), Humanist, Jurist
- Paul Hurus, auch Paul Hyrus (* ?, † nach 1505 Konstanz), Drucker und Verleger
- Rudolf Stahel (* um 1448, † 1528 in Konstanz), Maler
- Conrad Grünenberg († 1494 in Konstanz), Konstanzer Bürger und Ritter
- Dorothea von Hof (1458–1501), Patrizierin und Schreiberin
- Ulrich Zasius auch Zäsy oder Zäsi (1461–1535), humanistischer Jurist
- Hieronymus von Croaria (um 1460/1463–1527), Rechtsprofessor in Tübingen und Ingolstadt, bayerischer Rat, Richter des Schwäbischen Bundes
- Peter von Babenberg (* 1461, † 1545 Hirschlatt), Abt von Kreuzlingen
- Franz von Gaisberg (1465–1529), Abt von St. Gallen
- Johannes Brassicanus, eigentlich Köl, Kohl (um 1470–1514), Grammatiker, Leiter der Tübinger Lateinschule, Verfasser der „Institutiones Grammaticae“
- Heinrich Ehinger (1484–1537), Kaufmann, Konquistador in Venezuela
- Ludwig Stillhart († um 1536/37), Konstanzer Glasmaler
- Benedictus Ducis (um 1492–Ende 1544), Komponist
- Ambrosius Blarer (1492–1564), Reformator
- Margarete Blarer (1494–1541), Diakonisse
- Gerwig Blarer, auch Gerwig Blaurer (1495–1567), Benediktiner, Abt von Weingarten
- Johannes Zwick (um 1496–1542), Kirchenliederdichter
- Thomas Bla(u)rer, auch Bartholomäus Blarer (1499–1567), Kirchenliederdichter, Jurist, Konstanzer Bürgermeister 1536–1548
- Jakob Ruf, auch Ruof, Rueff, Ruef, Rüff, Ruf(f), Ryff (um 1500–1558), Schweizer Arzt, Schriftsteller, Komponist des Konstanzerliedes
- Jakob Kalt (um 1506–1553), Rechtsprofessor
- Matthias Schenck (1517–1571), Schulmann und Bibliothekar, Leiter der Konstanzer Lateinschule
- Johann Sebastian Pfauser, auch Johann Phauser (1520–1569), evang. Theologe
- Jakob Funkelin (1522–1566), Dramatiker
- Johannes Schreck, auch Terrentius, Terenz, Deng Yuhan Hanpo, Deng Zhen Lohan (1576–1630), Jesuit, Chinamissionar, Botaniker, Astronom
- Johann Anton Tritt von Wilderen (1586–1639), Weihbischof in Konstanz
- Barbara Werdmüller-Wydenmann (1587–1624), Seidenfabrikantin
- Jeronimus Spengler (1589–1635), Glasmaler
- Johann Jacob Pock, Bruder von Tobias Pock, (1604–1651) Steinmetz und Bildhauer
- Tobias Pock, auch Tobias Pockh/Tobias Bock (1609–1683), Maler
- Johann Christoph Storer, auch  Johann Christoph Storrer (um 1620–1671), Maler
- Christoph Raßler (1615–1675), Benediktiner, Theologe, Professor in Salzburg, Abt von Zwiefalten
- Bernhard Waibel (1617–1699), Benediktinerpater
- Blasius Sarwey (1622–1674), Abt vom Kloster Schuttern
- Maria Franziska von Fürstenberg-Heiligenberg (1633–1702), Ehefrau des Markgrafen Leopold Wilhelm von Baden
- Christoph Daniel Schenck (1633–1691), Bildhauer
- Marquard Rudolf Reichsritter von Rodt zu Bußmannshausen (1644–1703), Fürstbischof von Konstanz 1689 bis 1704
- Johann Christoph Raßler (1654–1723), auch Christoph Rassler, Christophorus Raslerus, Jesuit, Moraltheologe und Dogmatiker, Professor an den Universitäten Dillingen, Ingolstadt, Rom
- Cölestin Frener (1664–1737), 20. Reichsabt von Ochsenhausen
- Konstantin Miller (1681–1745), Abt von Salem

### 1701 bis 1800
- Johann Baptist von Thurn und Taxis (1706–1762), Bischof von Lavant
- Romuald Weltin (1723–1805), 26. Reichsabt von Ochsenhausen
- Joseph Konrad von Schroffenberg-Mös (1743–1803), Fürstbischof von Freising und Regensburg, Fürstpropst von Berchtesgaden
- Johann Leonhard Hug, auch: Thomas Hugson (Pseud.) (1765–1846), katholischer Theologe
- Marcus Fidelis Jaeck (1768–1845), katholischer Theologe und Geistlicher
- Nikolaus Hug (1771–1852), Maler, Kupferstecher und Radierer. Bilder vom Hochwasser 1817 und der Seegfrörne 1830[1]
- Johann Nepomuk Isfordink Edler von Kostnitz (1776–1841), Militärarzt, k.k. Hofrat, Direktor des Josephinum in Wien
- Johann Georg Schedler, auch Johann Georg Schaedler (1777–1845), Maler und Radierer
- Guillaume-Henri Dufour (1787–1875), Schweizer Humanist, General, Politiker, Kartograf und Ingenieur, einer der Gründungsväter der modernen Schweiz
- Joseph Maximilian Dreyer (um 1789–unbekannt), Jurist und Politiker
- Lukas Ahorn (1790–1856), Bildhauer. Das Löwendenkmal Luzern wurde von ihm 1820 bis 1821 vollendet
- Marie Ellenrieder (1791–1863), Malerin
- Karl Julius Perleb (1794–1845), Professor und Direktor des Botanischen Gartens in Freiburg
- Leopold Moosbrugger, auch Leopold von Moosbrugger (1796–1864), Jurist und Mathematiker
- Karl Fromherz (1797–1854), Mediziner, Chemiker, Mineraloge, Geologe

### 1801 bis 1900
- August Moosbrugger (1802–1858), Architekt, Bauinspektor
- Friedrich Moosbrugger (1804–1830), Maler
- Johann Marmor (1804–1879), Arzt, Archivar und Historiker
- Joseph Fickler (1808–1865), Politiker und Publizist
- Thomas Sättele (1808–1880), Lehrer, Bürgermeister von Wollmatingen und Freiheitskämpfer im Rahmen der Badischen Revolution von 1848
- Karl Alois Fickler (1809–1871), Pädagoge und Historiker
- Josef Moosbrugger (1810–1869), Maler
- Friedrich Pecht (1814–1903), Maler, Kunstschriftsteller
- Moritz Macaire (1815–1867), Unternehmer und Bankier
- Johann Romano von Ringe (1818–1882), k. u. k. Oberbaurat und Hofarchitekt in Wien
- Ida Maier-Müller (1821–1904), deutsche Malerin
- Hubert von Luschka (1820–1875), Anatom
- Ernst Stizenberger (1827–1895), Arzt in Konstanz und Botaniker
- Franz Xaver Edler von Riedmüller (1829–1901), Maler
- Franz Xaver Lender (1830–1913), kath. Theologe, Politiker
- Theodor Lachmann (1835–1918), Arzt, Volkskundler, Heimatforscher
- Adolf Poinsignon (1836–1900), Offizier, Historiker und Archivar
- Frédéric Bettex (1837–1915), Lehrer, apologetischer Schriftsteller
- Ferdinand Graf von Zeppelin (1838–1917), Pionier des Luftschiffbaus
- Theodor Martin (1839–1906), Monsignore, fürstlich fürstenbergischer Hofkaplan und Historiker
- Eberhard von Zeppelin (1842–1906), Hotelier, Naturforscher, Historiker
- Max Honsell (1843–1910), Professor für Wasserbau, badischer Finanzminister ab 1906
- Nepomuk Birkhofer (1847–1909), Gülleführer und Stadtoriginal
- Hermann Giessler (1848–1907), Chemiker
- August Wilhelm Julius Graf von Bismarck (1849–1920), Offizier und Pferdezüchter
- Franz Weber (1850–1916), Oberbürgermeister von Konstanz von 1888 bis 1914
- Elise Brunner (1851–1932), Malerin und Grafikerin
- Berta Dietsche (1851–1917), Malerin und Grafikerin
- Ludwig Stromeyer (1852–1931), Textilunternehmer und Politiker
- Heinrich Schmidt-Pecht (1854–1945), Maler und Lithograph
- Otto Lehmann (1855–1922), Physiker und „Vater“ der Flüssigkristall-Forschung
- Otto Leiner (1856–1931), Apotheker, Museumsleiter und Stadtarchivar (1893–1905)
- Eugen Wolf (1865–1939), Fotograf
- Karl Rauber (1866–1909), Maler
- Ernst Sachs (1867–1932), Fabrikant, Erfinder, Mitbegründer der Fichtel & Sachs AG
- Hermann Schroff (1867–1914), Journalist und Chefredakteur in Rumänien, Ungarn, Argentinien und Chile
- Leopold Neumann (1869–1959), Kaufmann, Unternehmer, Politiker und Abgeordneter des Landtags der Republik Baden
- Fritz Hirsch (1871–1938), Bauhistoriker und Pionier der staatlichen Denkmalpflege in Baden
- Franz Schneider (1871–1941), Schweizer Flugzeugpionier und Unternehmer
- Emil Stadelhofer (1872–1961), Bildhauer
- Carl Anton Baumstark (1872–1948), Orientalist und Semitist, gilt als Begründer der Wissenschaft vom Christlichen Orient und der Vergleichenden Liturgiewissenschaft
- Ferdinand Rieser (1874–1944), Bibliothekar, Direktor der Badischen Landesbibliothek in Karlsruhe, Opfer des Nationalsozialismus
- Lilly Braumann-Honsell (1876–1954), Schriftstellerin mit Bezugnahme zum Bodensee und alemannischen Kulturkreis
- Peter Browe (1876–1949), Jesuit und Moraltheologe
- Gustav Adolf Gerhard (1878–1918), Klassischer Philologe
- Siegfried Haenicke (1878–1946), General der Infanterie
- Albert Amann (1879–1965), badischer Politiker, Landtagsabgeordneter
- Otto Marquard (1881–1969), Maler
- Max Übelhör (1881–1963), Schriftsteller, Journalist
- Maria Beyerle (1882–1968), Pädagogin und Politikerin, Landtagsabgeordnete
- Karl Amersbach (1884–1952), Mediziner und Hochschullehrer
- Adolf Flügler (1884–1960), Wirtschaftsfunktionär
- Franz Beyerle (1885–1977), Jurist, Rechtshistoriker, Professor in Basel, Greifswald, Frankfurt/M., Leipzig, Freiburg
- Karl Gruber (1885–1966), Architekt, Stadtplaner, Denkmalpfleger und Architekturhistoriker
- Siegfried Handloser (1885–1954), 1942–1945 Chef des Wehrmachtssanitätswesens, im Nürnberger Ärzteprozess verurteilt
- Hans Breinlinger (1888–1963), deutscher Maler, Fotograf und Graphiker
- Anna Wieler (1889–1941), Pädagogin
- Bruno Leiner (1890–1954), Apotheker, Museumsleiter und Kommunalpolitiker
- Paul Motz (1891–1977), Architekt und Denkmalpfleger
- Albert Boeckler (1892–1957), Kunsthistoriker
- Emil Kraus (1893–1972), Oberbürgermeister der Städte Mainz und Frankenthal (Pfalz)
- Lili Dominici (1894–1939), Stummfilmschauspielerin
- Franz Böhm (1895–1977), Politiker (CDU), Jurist und Ökonom, MdB (1953–1965)
- Hermann Schneider (1896–1980), Politiker, Landtagsabgeordneter
- Erich Bloch (1897–1994), Schriftsteller, Gründer der nach ihm benannten Dr.-Erich-Bloch-und-Lebenheim-Bibliothek der Israelitischen Kultusgemeinde Konstanz
- Fritz Mühlenweg (1898–1961), Maler und Schriftsteller
- Paul Schatz (1898–1979), Anthroposoph, Künstler, Erfinder und Techniker
- Margarita Schwarz-Gagg (1899–1989), Schweizer Nationalökonomin, Politikerin
- Willy Keller (1900–1979), Theaterregisseur, Journalist und Übersetzer

### 1901 bis 1950
- Otto Adam (1901–1973), Maler
- Werner Berger (1901–1964), SS-Oberscharführer und Angehöriger des Kommandos 99 im Konzentrationslager Buchenwald
- Bernhard Möking (1901–1988), Germanist, 1939–1967 Leiter der Stadtbibliothek
- Hellmut Georg Isele (1902–1987), Jurist
- Karl August Fink (1904–1983), katholischer Theologe, Kirchenhistoriker
- Eugen Fink (1905–1975), Philosoph
- Irene Fuchs (1905–1951), Juristin und Holocaustüberlebende
- Walter Schäfer (1906–2001), Verwaltungsjurist und Landrat
- Friedrich Kaufhold (1908–1989), Feuerwehrmann, Leiter der Berliner Feuerwehr
- Anton Stingl (1908–2000), Gitarreninterpret und -pädagoge
- Gerda Bormann (1909–1946), Ehefrau des NSDAP-Politikers Martin Bormann, des Privatsekretärs von Adolf Hitler, und Initiatorin der „Volksnotehe“
- Kolumban Spahr (1909–2000), Zisterziensermönch und Kirchenhistoriker
- Wolfgang Kimmig (1910–2001), Prähistoriker und Ordinarius an der Eberhard Karls Universität Tübingen
- Julius Federer (1911–1984), Jurist
- François Stahly (1911–2006), französischer Bildhauer
- Willi Stadel (1912–1999), Gerätturner, Olympiasieger
- Gebhard Spahr (1913–1986), Benediktinermönch und Kunsthistoriker
- Karl Schiess (1914–1999), Jurist, Politiker (CDU), Minister und  Rechtsanwalt
- Wolfram Müller-Freienfels (1916–2007), Rechtswissenschaftler
- Wolfgang Schall (1916–1997), Brigadegeneral, Mitglied des Europäischen Parlaments
- Karl Stadel (1916–1943), Geräteturner
- Egon Mayer (1917–1944), Luftwaffenoffizier und Geschwaderkommodore
- Hermann Viellieber (1917–1993), Politiker (CDU), Landtagsabgeordneter
- Werner Maihofer (1918–2009), Politiker (FDP) und Hochschullehrer, MdB, Bundesinnenminister (1974–1978)
- Sigrid von Blanckenhagen (1918–2005), Kunsthistorikerin, Leiterin des Rosgartenmuseums (1955–1983)
- Konrad Hecht (1918–1980), Bauforscher, Architekturhistoriker, Hochschullehrer
- Erich August Keller (1919–2010), Maler, Bildhauer und Grafiker
- Hans Maria Wingler (1920–1984), Kunsthistoriker und Gründer des Bauhaus-Archivs
- Ulrich Leiner (1921–1994), Apotheker, Kommunalpolitiker und Redakteur
- Adolf Greis (1921–2004), Konstanzer Kunstmaler
- Hubert Lehn (1922–2012), Limnologe
- Wolfgang Trautwein (1922–2011), Mediziner und Physiologe
- Peter Diederichs (1923–1982), Maler und Bildhauer
- Erich Hofmann (1924–2016), Grafiker
- Heinz Munding (1923–2004), Altphilologe und Fachdidaktiker
- Rosemarie Banholzer (1925–2023), Schriftstellerin in bodenseealemannischer Mundart
- Hermann Dürr (1925–2003), Jurist und Politiker
- Berthold Keller (1927–2012), Gewerkschafter
- Hans-Joachim Nimtz (1928–2010), Journalist und Autor
- Gerhard Römer (1928–2015), Direktor der Badischen Landesbibliothek in Karlsruhe
- Eleonore Schroth (bürgerlich: Eleonore Ruth von Nicolai, 1928–2000), Schauspielerin und Hörspielsprecherin
- Klaus Hierholzer (1929–2007), Arzt und Physiologe
- Martin Gotthard Schneider (1930–2017), Kirchenmusiker, Kirchenmusikdirektor und Landeskantor
- Elmar Bund (1930–2008), Rechtshistoriker
- Theo Sommer (1930–2022), Journalist, Chefredakteur der ZEIT (1973–1992)
- Helmut Seitz (1931–2021), Journalist und Schriftsteller
- Heinrich Frommknecht (1932–2018), Versicherungsmanager
- Jürgen Giesecke (1932–2024), Wasserbauingenieur und Universitätsrektor
- Heinz-Klaus Metzger (1932–2009), Musiktheoretiker und Musikkritiker
- Martin Elsässer (* 1933), Diplomat
- Rolf Böhme (1934–2019), Staatssekretär (1978–1982), Oberbürgermeister von Freiburg im Breisgau (1982–2002)
- Franz Braun (1935–2019), Politiker, Mitglied des Abgeordnetenhauses von Berlin
- Hermann Knittel (* 1935), Altphilologe, Direktor des Heinrich-Suso-Gymnasiums
- Achim Stocker (1935–2009), Fußballfunktionär
- Paul Zanker (* 1937), Archäologe
- Rainer Klug (* 1938), Weihbischof im Erzbistum Freiburg
- Corinna Genest (1938–2023), Schauspielerin
- Fritz-Joachim Gnädinger (1938–2019), Politiker (SPD)
- Hans-Peter Schramm (* 1938), Bibliothekar und Hochschullehrer
- Peter Ellegast (* 1939), Wirtschaftsmanager, Vorstand bei Woolworth und Peek & Cloppenburg
- Michael Schwan (* 1939), Ruderer, Bronzemedaillen-Gewinner bei Olympia
- Konrad Ellegast (* 1940), Wirtschaftsmanager, Vorstand bei Phoenix AG, AR Basler
- Hanskarl Rotzinger (1940–2017), Karate-Lehrer, Träger des Bundesverdienstkreuzes und des Sportehrenbriefs der Stadt Konstanz
- Florian Beigel (1941–2018), deutsch-britischer Architekt und Hochschullehrer
- Johannes Dörflinger (* 1941), Maler, Grafiker und Objektkünstler
- Cornelia Simon-Bach (1941–2018), Malerin und Zeichnerin
- Wolfgang Trattner (1941–1999), Jazztrompeter und Drucker
- Ulrike Ottinger, geborene Weinberg (* 1942), Künstlerin, Malerin, Fotografin und Filmemacherin
- Günther Schmid (* 1942), Wirtschaftswissenschaftler, Hochschullehrer
- Karl Born (* 1943), Tourismusmanager, Hochschullehrer
- Jürgen Lang (* 1943), Romanist und Hochschullehrer
- Godehard Schramm (* 1943), Schriftsteller, Erzähler und Rundfunkredakteur
- Gabriele Kuby (* 1944), Publizistin und Schriftstellerin
- Michael Haller (* 1945), Professor für Journalistik an der Universität Leipzig
- Hermann Vogler (* 1944), Oberbürgermeister der Stadt Ravensburg (1987–2010)
- Michael de la Fontaine (* 1945), Mitglied des Duos Christopher & Michael, später Leiter des Goethe-Instituts Oslo
- Angela Becker-Fuhr (* 1946), Malerin
- Hans-Peter Repnik (1947–2025), Politiker (CDU), MdB a. D., Staatssekretär (1989–1994), Vorstandsvorsitzender der Duales System Deutschland AG (2002–2005)
- Peter Derschka (* 1948), Unternehmer, Wirtschaftspublizist und Maler
- Gebhard Kirchgässner (1948–2017), Ökonom
- Roland Lowinger (* 1948), Karateka und Sportfunktionär
- Peter Berger (* 1949), Ruderer
- Wolfgang Böhm (* 1949), Architekt und Städteplaner
- Horst Frank (* 1949), Jurist, Oberbürgermeister der Stadt Konstanz 1996–2012
- Eduard Giray (1949–2014), Ringer
- Herbert Jäckle (* 1949), Genetiker und Biophysiker
- Friedhelm Repnik (* 1949), Apotheker, Sozialminister von Baden-Württemberg (1998–2004)
- Friedrich Schneider (* 1949), deutsch-österreichischer Ökonom und Hochschullehrer
- Christian von Faber-Castell (* 1950), Schweizer Journalist und Autor
- Hans Jaskulsky (* 1950), Dirigent

### Ab 1951
- Tabea Blumenschein (1952–2020), Schauspielerin und Autorin
- Beate Honsell-Weiss (* 1952), bildende Künstlerin
- Dieter Krüger (* 1953), Historiker und Archivar
- Volker Mosbrugger (* 1953), Biologe und Leibniz-Preisträger
- Harald Pilzer (* 1953), Historiker und Bibliothekar
- Werner Wölfle (* 1953), Politiker (Bündnis 90/Die Grünen)
- Ernst Mohr (* 1955), Wirtschaftswissenschaftler und Hochschullehrer
- Reinhold Reith (* 1955), Historiker
- Matthias Sauerbruch (* 1955), Architekt, Büro Sauerbruch Hutton
- Bernhard Zimmermann (* 1955), Altphilologe
- Klaus Draeger (* 1956), Ingenieur und Manager
- Andreas Schreitmüller (* 1956), Redaktionsleiter bei ARTE und Honorarprofessor für Medienwissenschaft
- Markus Hecht (* 1957), Eisenbahningenieur
- Theodor Sproll (* 1957), Gesundheitsökonom und Rektor der DHBW-Lörrach
- Douglas Wolfsperger (* 1957), Filmregisseur
- Reinalt Johannes Klein (* 1958), Orgelbauer
- Barbara Auer (* 1959), Schauspielerin
- Tobias Engelsing (* 1960), Direktor der Städtischen Museen in Konstanz (Rosgartenmuseum, Hus-Museum Konstanz, Städtische Wessenberg-Galerie), Buchautor und Journalist
- Jürgen Gauß (* 1960), Chemiker, Leibnizpreisträger 2005
- Margit Gottstein (* 1960), Politikerin (Bündnis 90/Die Grünen)
- Wolfgang Zimmermann (* 1960), Historiker und Archivar
- Markus Lang (* 1961), Diplomat
- Regula Rapp (* 1961), Musikwissenschaftlerin, Operndramaturgin und Hochschulrektorin
- Martina Uhr (* 1961), Politikerin (AfD)
- Michael Hornstein (* 1962), Saxophonist, Komponist und Musikproduzent
- Joachim Sieber (* 1962), Architekt
- Antonia Becherer (* 1963), Eistänzerin
- Rüdiger Bierhorst (* 1963), Musiker
- Gesine Weinmiller (* 1963), Architektin
- Ferdinand Becherer (* 1963), Eistänzer
- Anja Kroll (* 1963), Gleitschirmpilotin und zweifache Gewinnerin des Gesamtworldcups
- Günter Reiner (* 1963), Jurist und Professor
- Klaus Mühlhahn (* 1963), Sinologe, Gesellschafts- und Kulturwissenschaftler
- Wolfgang Gottfried Buchmüller (* 1964), Mönch und Theologe
- Jürgen Seeberger (* 1965), Fußballtrainer
- Joachim Drevs (* 1966), Arzt und Hochschullehrer
- Carola Zwick (* 1966), Produktdesignerin und Hochschullehrerin
- Eva Blum (* 1967), Schauspielerin und Theaterautorin
- Oliver Maurmann (1967–2020), Schweizer Sänger und Songschreiber (GUZ, Olifr M. Guz)
- Matthias Schellenberg (* 1967), Kameramann und Regisseur
- Boris Petrovsky (* 1967), bildender Künstler
- Harald Derschka (* 1969), Historiker
- Bodo Krause (* 1969), Kommunalpolitiker (CDU)
- Siegfried R. Waldvogel (* 1969), Professor für Organische Chemie
- Felix Blum (* 1970), Film- und Fernsehproduzent
- Antje Schlottmann (* 1970), Geographiedidakterin
- René Harder (* 1971), Regisseur, Autor, Schauspieler und Professor für Schauspiel
- Katja Jerabek (* 1971), Stuntfrau und Stunt-Koordinatorin
- Thomas Offenloch (* 1972), Bundesrichter
- Stephan Moebius (* 1973), Soziologe und Kulturwissenschaftler
- Ian Murdock (1973–2015), US-amerikanischer Informatiker, Gründer des Debian-Projektes
- Anna Schudt (* 1974), Schauspielerin
- Notker Baumann (* 1975), römisch-katholischer Theologe und Kirchenhistoriker
- Miriam Lenk (* 1975), Bildhauerin
- Marc Reichwein (* 1975), Journalist und Literaturwissenschaftler
- Annie Lenk (* 1976), Kostümbildnerin
- Oliver Wnuk (* 1976), Schauspieler
- Tanit Koch (* 1977), Journalistin, Geschäftsführerin n-tv, Chefredakteurin der Mediengruppe RTL
- Rebekka Schmitt-Illert (* 1977), Politikerin (CDU)
- Zeno Danner (* 1978), Politiker
- Beata Geismann (verheiratete Brandt; * 1979), Rollhockeynationalspielerin
- Lilian Tschan (* 1979), politische Beamtin (SPD)
- Karoline Bär (* 1984), Schauspielerin
- Benjamin Baier (* 1986), Poolbillardspieler
- Timur Lukas (* 1986), bildender Künstler
- Max Mayer (* 1991), American-Football-Spieler
- Alina Rosenberg (* 1992), Behindertensportlerin
- Max Stadtfeld (* 1993), Jazzmusiker
- Amy Thyndal (* 1996), Schriftstellerin
- Alina Kenzel (* 1997), Leichtathletin
- Paul Steigerwald (* 1997), American-Football-Spieler
- Leo Köpp (* 1998), Leichtathlet

## Ehrenbürger der Stadt Konstanz
- 1832: Ignaz Heinrich Karl Freiherr von Wessenberg (1774–1860), katholischer Theologe
- 1832: Johann Nepomuk von Roll zu Bernau (1761–1832), Domkapitular
- 1888: Otto Winterer (1846–1915), Oberbürgermeister von Konstanz 1877 bis 1888
- 1889: Ludwig Leiner (1830–1901), Apotheker, Stadtrat, Gründer des Rosgartenmuseums
- 1895: Otto Fürst von Bismarck (1815–1898), Reichskanzler von 1871 bis 1890
- 1908: Ferdinand Graf von Zeppelin (1838–1917), General der Kavallerie und Luftschiffkonstrukteur
- 1914: Franz Weber (1850–1916), Oberbürgermeister von Konstanz von 1888 bis 1914
- 1925: Hella Gräfin von Brandenstein-Zeppelin (1879–1967), einzige Tochter des Grafen Ferdinand von Zeppelin
- 1932: Conrad Gröber (1872–1948), Erzbischof von Freiburg (2019 aberkannt)[2]
- 1932: Paul von Hindenburg (1847–1934), Reichspräsident der Weimarer Republik (2019 aberkannt)[2]
- 1952: William Graf (1879–1959), Mäzen
- 1957: Franz Knapp (1880–1973), Oberbürgermeister von Konstanz von 1946 bis 1957 (2019 aberkannt)[2]
- 1958: Manfred Stromeyer (1888–1983), Gesellschafter und Geschäftsführer der L. Stromeyer & Co. GmbH in Konstanz
- 1975: Paul Séramy (1921–1992), Bürgermeister der frz. Partnerstadt Fontainebleau
- 1976: Kurt Georg Kiesinger (1904–1988), Bundeskanzler der Bundesrepublik Deutschland und Förderer der Gründung der Universität Konstanz
- 1980: Bruno Helmle (1911–1996), Oberbürgermeister von Konstanz von 1959 bis 1980 (2012 aberkannt)[3]
- 1999: Lennart Bernadotte, Graf af Wisborg (1909–2004), Unternehmer

## Träger des Goldenen Ehrenrings der Stadt Konstanz
Der Goldene Ehrenring der Stadt Konstanz wird seit 1974 an verdiente Bürger verliehen:
- 1974: Karl Leo Nägele (1897–1991), Präsident der Handwerkskammer Konstanz, Ehrenpräsident des ZVEH
- 1975: Franz Göpfrich, Architekt und Stadtrat
- 1975: Klara Leonhardt, Stadträtin
- 1975: Erich Löhle
- 1977: Hilde Sturm
- 1985: Erwin Reisacher
- 1986: Fritz Weißhaupt
- 1987: Rudolf Santo
- 1990: Hans Sauerbruch (1910–1996), Maler
- 1991: Horst Sund (1926–2021), Rektor der Universität Konstanz von 1976 bis 1991
- 1991: Ulrich Leiner, Apotheker und Stadtrat
- 1994: Karl Brachat
- 1994: Klaus Keller-Uhl
- 1994: Rudolf Gerspacher
- 1994: Josef Mack (* 1924), Stadtrat
- 1996: Kurt Wels
- 1996: Hermine Preisendanz
- 1997: Wolfgang Müller-Fehrenbach
- 1999: Lennart Graf Bernadotte (1909–2004), Unternehmer
- 1999: Christoph Heiß
- 1999: Helga Jauss-Meyer, Stadträtin
- 1999: Ute Pietrzak
- 1999: Willi Scheideck
- 2002: Pietro (Peo) Cremonesi (1931–2017), Politiker aus der Partnerstadt Lodi[5]
- 2003: Georges Ferber (posthum)
- 2003: Helmut Gloger, Stadtrat
- 2004: Karel Bican
- 2004: Ilse Ritzmann
- 2004: Ulrich Blum, Malermeister und Stadtrat in Konstanz
- 2004: Ulf Göpfrich (1939–2025), 36 Jahre Oberstudienrat am Alexander-von-Humboldt-Gymnasium Konstanz, Stadtrat in Konstanz von 1980 bis 2004, Autor im Delphinkreis Konstanz
- 2004: Ottomar Neuss (1927–2017), Mediziner, Stadtrat in Konstanz von 1975 bis 2004
- 2004: Konrad Schatz (* 1938), Konstanzer Münstermesner und Fasnachter
- 2004: Roland Schöner, Stadtrat und Vorstand Arbeiterwohlfahrt Ortsverein Konstanz
- 2006: Olaf Harder, Rektor der Hochschule Konstanz Technik, Wirtschaft und Gestaltung
- 2007: Josef Bieri (* 1943), Stadtpräsident von Kreuzlingen von 1989 bis 2007
- 2009: Ingeborg Egler (* 1930), Stadträtin von 1989 bis 2004
- 2009: Helmut Späth (* 1935), Stadtrat von 1984 bis 1989 und 1994 bis 2004
- 2009: Gerhart von Graevenitz (1944–2016), Rektor der Universität Konstanz von 2000 bis 2009
- 2013: Jürgen Leipold
- 2014: Alexander Fecker
- 2016: Sonja Hotz
- 2017: Andreas Ellegast
- 2019: Klaus-Peter Kossmehl
- 2019: Herbert Weber

## Träger der Ehrennadel der Stadt Konstanz
Die Ehrennadel der Stadt Konstanz wird seit 1998 an verdiente Bürger verliehen:
- 1998: Franz Schwörer, Pfarrer von Sankt Gebhard von 1980 bis 1998
- 2000: Harald Jacoby, Geschäftsführer der Bodensee-Stiftung, Ehrenamtlicher Leiter des Naturschutzzentrums Wollmatinger Ried
- 2002: Gernot Mahlbacher, Vorsitzender Volksbühne Konstanz e.V. Abteilung Schauspielringe
- 2002: Brigitte Bergmann (1922–2020), für ihr Engagement für den Natur- und Umweltschutz
- 2004: Lothar Burchardt, Historiker an der Universität Konstanz
- 2004: Konrad Philipp Schuba (* 1929), Münsterorganist
- 2004: Norbert Schäffauer (1937–2011), Münsterpfarrer und Ehrendomherr
- 2004: Helmut Faßnacht, Humorist der Original Konstanzer Frichtle
- 2007: Rosemarie Müller-Sanneh, Kinderhilfe in Afrika
- 2009: Zdeněk Dvořák, Feuerwehr-Kommandant und treibende Kraft der Städtepartnerschaft Konstanz-Tábor
- 2014: Peter Bauer
- 2014: Jiri Fiser
- 2014: Lenka Horejsková
- 2015: Rosemarie Banholzer, Dichterin in Schriftdeutsch und Seealemannisch
- 2017: Klaus-Dieter Quintus, 30 Jahre Konstanzer Feuerwehr-Kommandant
- 2017: Rosi Gawron, Schatzmeisterin des Vereins „Freunde und Förderer des Kulturzentrums e. V.“
- 2017: Bernd Konrad
- 2018: Manfred Sobisch,  Vorsitzender des Konstanzer Stadtsportverbands
- 2018: Ruth Frenk
- 2018: Fredis Feiertag
- 2018: Luise Mitsch
- 2018: Heinz Mayer
- 2019: Friedericke von Wolf
- 2019: Erika Korn
- 2020: Wolfgang Mettler
- 2020: Hermann-Eugen Heckel
- 2023: Oexl Hans-Jürgen
- 2025: Bernd Steinlechner
- 2025: Alan Mockford
- 2025: Evelyne Wenzel

## Hingerichtet in Konstanz
- Jan Hus (um 1370 – 1415), böhmischer christlicher Theologe, Prediger und Reformator
- Hieronymus von Prag (um 1379 – 1416), böhmischer Gelehrter und Reformator
- Ludwig Hätzer (vor 1500 – 1529), täuferischer Theologe und Bibelübersetzer aus Bischofszell

## Sonstige Persönlichkeiten
Folgende Persönlichkeiten sind oder waren in irgendeiner herausragenden Weise mit Konstanz verbunden. Die Auflistung erfolgt chronologisch nach Geburtsjahr.
- Liste der Bischöfe von Konstanz

### Bis 1600
- Heinrich Truchsess von Diessenhofen (um 1300–1376), Chronist
- Marquard von Lindau, auch Marcus von Lindau († 13. August 1392 Konstanz), Franziskaner, Liederdichter
- Andreas Walsperger, (um 1415–?), die Weltkarte von 1448 fertigte er in Konstanz
- Vinzenz Ensinger (1422/1423–1493), auch Vincenz Einsinger, Baumeister
- Heinrich Gundelfingen, auch Heinrich Gundelfinger (1445–1490), Humanist
- Heinrich Yselin (um 1450–1513), Bildschnitzer, gestorben in Konstanz
- Hieronymus von Croaria (um 1460–1527), Jurist
- Hans Menlishofer (um 1490 – 1546/47), Stadtarzt in Überlingen und Konstanz
- Gregor Mangolt (1498–1577/1578 oder 1584), Chronist Konstanz'
- Felix Grimmel (* Kempten, † 1557 Konstanz), Handels- und Verlagsunternehmer
- Homer Herpol, auch Herpoll, Herpolitanus, Herbipoldus, Herpoldus (um 1510–1573), Komponist
- Hans Morinck, auch Morin, Möringer, Morennd (1555–1616), Bildhauer
- Johann Konrad von Gemmingen (1561–1612), Fürstbischof zu Eichstätt
- Ernst Egon Graf von Fürstenberg-Heiligenberg (1588–1635), bayerischer Generalfeldzeugmeister
- Hans Konrad Asper (um 1588–1666), Bildhauer, Baumeister
- Georges Gobat (1600–1679), Jesuit, Theologe

### 1601 bis 1700
- Leonhard Pappus von Tratzberg (1607–1677), Konstanzer Domdekan und Augsburger Kanonikus, zum kaiserlichen Residenten am päpstlichen Hof, Generalvikar der Reichsarmee, Vogteiamtsverwalter der Herrschaft Feldkirch
- Adam Burghaber (1608–1687), Jesuitenpater und Theologe, lebte und starb in Konstanz
- Constantin Steingaden (um 1618–1675), Franziskaner und Kirchenmusiker
- Laurentius von Schnüffis (1633–1702), auch Laurentius von Schnifis, eigentl. Johannes Martin, Pseud. Mirtill, Mirant, Kapuziner, Dichter, Schauspieler, Komponist
- Johann Michael Feuchtmayer, auch Johann Michael Faichtmayr, (getauft 1666–1713), Maler, Kupferstecher
- Paul Laymann (1575–1635), auch Paul Layman, Paul Leymann, Jesuit und Theologe
- Peter Thumb (1681–1766), Baumeister des Rokoko (Wallfahrtskirche Birnau, Stiftsbibliothek St. Gallen), wurde 1725 Konstanzer Bürger und 1737 Mitglied des Großen Rats
- Franz Joseph Spiegler (1691–1757), Maler, starb in Konstanz
- Joseph Willibald Strasser (1769–1846), Münsterpfarrer am Konstanzer Münster

### 1701 bis 1800
- Franz Ludwig Hermann (1723–1791), Maler
- Franz Joseph Sigismund Johann Baptist von Roggenbach (1726–1794), Fürstbischof von Basel 1782–1794
- Franz Anton von Blanc (1734–1806), Hofrat und Stadthauptmann von Konstanz
- Franz Anton Mesmer (1734–1815), Arzt, besuchte das Jesuitenkolleg (1746–1750) und hatte Wohnsitz in Konstanz (1812–1814)
- Jacques Louis Macaire de L’or (1740–1824), Genfer Bankier und Kaufmann, übersiedelte 1785 nach Konstanz
- Johann Melchior Aepli (1744–1813), Mediziner
- Johann Anton Sulzer (1752–1828), Pädagoge, Komponist
- Joseph Albrecht von Ittner (1754–1825), auch Joseph Albert von Ittner, Beamter, Schriftsteller
- Karl Freiherr Müller von Friedberg (1755–1836), Schweizer Politiker
- Ignaz Heinrich Freiherr von Wessenberg, Pseud. Heinrich von Ampringen (1774–1860), katholischer Theologe, Staatsmann
- Johann Georg Schaedler (1777–1866), Maler, Radierer und Lithograf
- Friedrich Wilhelm Graf von Bismarck (1783–1860 in Konstanz), Generalleutnant, Diplomat und Militärschriftsteller
- Ignaz Vanotti (1798–1870), Konstanzer Jurist, Unternehmer und Verleger im Vormärz

### 1801 bis 1850
- Johann Marmor (1804–1879), Arzt, Archivar, Historiker und Heimatforscher
- Basil Ferdinand Curti (1804–1888), Schweizer Staatsmann
- Napoléon III. (1808–1873), eigentlich Charles-Louis-Napoléon Bonaparte, französischer Präsident und zweiter und letzter Kaiser der Franzosen.
- Martin Braun (1808–1892) war ein deutscher Orgelbauer.
- Ludwig von Edelsheim (1823–1872), Staatsmann, badischer Minister
- Eduard Graf (1829–1895), Mediziner
- Johann Martin Schleyer, Pseud. Hilarius Frohsang (1831–1912), kath. Theologe, Schriftsteller, Linguist und Erfinder der Plansprache Volapük
- Adolf von Scholz (1833–1924), Politiker, Gründungsdirektor des Reichsschatzamtes 1880–1882
- Julius Ruthardt (1841–1909), Musiker, Komponist
- Philipp Ruppert (1842–1900), Lehrer, Historiker, 1886–1893 Professor am Gymnasium
- Robert Dohme (1845–1893), Kunsthistoriker, Bibliothekar
- Otto Winterer (1846–1915), Oberbürgermeister von 1877 bis 1888, 1888 Ehrenbürger von Konstanz
- Wilhelm Kajetan Schirmer (1847–1923), kath., dann altkatholischer Theologe, Schriftsteller
- Benno Walter (1847–1901), Musiker
- Emanuel Rothschild (1849–1912), Politiker und Unternehmer, der erste jüdische Stadtrat in Konstanz und Gründer der ersten Zigarrenfabrik im Kreis Konstanz
- Fritz Mauthner (1849–1923), böhmisch-österr. Schriftsteller, Philosoph

### 1851 bis 1900
- Oskar Lieven (1852–1912), russischer Chemiker und Unternehmer, starb in Konstanz
- Karl Weiß (1854–1925), römisch-katholischer Geistlicher und Münsterpfarrer im Konstanzer Münster sowie Politiker (Zentrum)
- Richard (Ernst Julius) Ewald (1855–1921), Physiologe
- Elisabeth Schmidt-Pecht (1857–1940), Keramikkünstlerin
- Cella Thoma (1858–1901), Malerin, Ehefrau des Malers Hans Thoma
- Arthur Hanau (1858–1900), Pathologe
- Hans Keller (1865–1942), Opernsänger
- Josef Albert Amann junior (1866–1919), Gynäkologe
- Heinrich Ernst Kromer (1866–1948), Maler, Bildhauer, Schriftsteller
- Wilhelm Stiegeler (1871–1939), Kaufmann und Unternehmer (M. Stromeyer Lagerhausgesellschaft)
- Konrad Beyerle (1872–1933), Rechtswissenschaftler, Historiker und Politiker
- Conrad Gröber (1872–1948), Priester und Erzbischof, Lehrer und Pfarrer in Konstanz
- Wilhelm von Scholz (1874–1969), Schriftsteller und Dramaturg
- Hans Dahme (1875–1931), Architekt
- Paul Jordan (1876–1966), Architekt und Stadtplaner, Oberbaurat in Konstanz
- Wilhelm Winterer (1879–1969), Kolonialoffizier und Afrika-Schriftsteller
- Walter Julius Viktor Schoeller (1880–1965), Chemiker, Generalbevollmächtigter und Leiter der Forschung der Schering AG, Freund von Otto Hahn und Wilhelm Traube
- Friedrich Flick (1883–1972), Unternehmer
- Jacob Picard, eigentl. Jacob Pickard, Pseud. J. P. Wangen (1883–1967), Schriftsteller
- Michaela von Neipperg (1885–1957), Gräfin und Benediktinerin, Ordensoberin an der Städtischen Frauenklinik Konstanz
- Melanie Risch (1887–1944), Opfer des Nationalsozialismus
- Friedrich Schürr (1888–1980), Romanist
- Theodor Humpert (1889–1968), Lehrer am Heinrich-Suso-Gymnasium, Historiker
- Hermann Matzke (1890–1976), Musikwissenschaftler
- Hans Constantin Paulssen (1892–1984), Industrieller und Präsident der Bundesvereinigung der Deutschen Arbeitgeberverbände (BDA), Mitbegründer der Universität Konstanz
- Hermann Ramsperger (1892–1986), Polizeipräsident
- Anne Winterer (1894–1938), Fotografin
- Dietrich Gerhard (1896–1985), Historiker, Universitätsprofessor
- Erich Knickmann (1898–1976), Agrarwissenschaftler
- Ludwig Emanuel Reindl (1899–1983), Journalist, Schriftsteller,
- Gerhard Naeser (1900–1985), Chemiker, Metallurg, Erfinder, Universitätsprofessor

### 1901 bis 1950
- Kurt Müller (1903–1990), Politiker (KPD)
- Georg Elser (1903–1945), Kunstschreiner, Hitler-Attentäter vom 8. November 1939, lebte mehrere Jahre in Konstanz, wurde dort auf der Flucht verhaftet
- Hermann Venedey (1904–1980), Pädagoge
- Hans Herloff Inhoffen (1906–1992), Chemiker
- Gerhard Hess (1907–1983), Romanist, Philologe und Wissenschaftspolitiker, Universitätsprofessor, Gründungsrektor der Universität Konstanz 1966–1972
- Hans-Joachim Elster (1908–2001), Zoologe
- Graf Lennart Bernadotte (1909–2004), schwedischer Adliger und Besitzer der Insel Mainau
- Hans Wagner (1910–1985), Chemiker
- Else Levi-Mühsam (1910–2004), Nichte von Erich Mühsam, von 1982 bis 1995 Leiterin der Dr.-Erich-Bloch-und-Lebenheim-Bibliothek der Israelitischen Kultusgemeinde Konstanz
- Peter Körber (1911–2013), Maler und Sänger
- Heinz Finke (1915–2007), Fotograf und Bildreporter
- Gerhard Weng (1916–1988), Jurist, Politiker
- Hans Robert Jauß (1921–1997), Romanist und Literaturwissenschaftler
- Richard Doležal (1921–2005), Ingenieur und Verfahrenstechniker, Universitätsprofessor
- Ralf Dahrendorf (1929–2009), Professor der Soziologie, MdB (FDP), Parlamentarischer Staatssekretär im Auswärtigen Amt und Mitglied der Europäischen Kommission, Mitbegründer der Universität Konstanz, Mitglied des britischen Oberhauses
- Albrecht Wellmer (1933–2018), Philosoph (1974–1990 in Konstanz)
- Ingrid Riedel (* 1935), Analytische Psychologin, Theologin, Germanistin, Religionspsychologin, Autorin und emeritierte Hochschullehrerin, praktiziert seit 1984 in Konstanz
- Helmut Maurer (1936–2018), Historiker, 1966–2001 Stadtarchivar
- Heidi Tübinger (* 1936), Künstlerin
- Ewald Daltrozzo (* 1937), Chemiker und ab 1973 ordentlicher Professor in Konstanz
- Hubert Markl (1938–2015), Biologieprofessor u. a. in Konstanz, Vizepräsident der Deutschen Forschungsgemeinschaft, Präsident der Max-Planck-Gesellschaft
- Jan Assmann (1938–2024), deutscher Ägyptologe, Religionswissenschaftler und Kulturwissenschaftler, starb in Konstanz
- Wulf von Schimmelmann (* 1947), Aufsichtsratsvorsitzender der Deutschen Post AG, Honorarprofessor an der Universität Konstanz
- Bernd Konrad (* 1948), Saxophonist, Komponist, Hochschulprofessor
- Georg Schramm (* 1949), Kabarettist, begann seine Karriere in Konstanz[7]

### Ab 1951
- Zoran Djindjić (1952–2003), serbischer Politiker und Schriftsteller, 1979 Philosophie-Doktorand an der Universität Konstanz
- Jürgen Waidele (* 1953), Soul-Sänger und Keyboarder
- Thomas Banholzer (1954–2022), Jazzmusiker
- Christoph Nix (* 1954), deutscher Rechtswissenschaftler und Theaterintendant
- Patrick Brauns (* 1955), Bodensee-Autor und Journalist
- Arnd Brummer (* 1957), Journalist und Autor
- Gerhard Zahner (* 1957), deutscher Rechtsanwalt, Autor und Theaterkritiker
- Barbara Stark (* 1959), Leiterin der Städtischen Wessenberg-Galerie von 1994 bis 2024
- Stefan Rahmstorf (* 1960), Ozeanograph und Klimaforscher, u. a. Leitautor des vierten IPCC-Berichts 2007  Klimatologe und Hochschullehrer
- Martina Uhr (* 1961), deutsche Politikerin (AfD)
- Surendran Reddy (1962–2010), Pianist, Komponist und Musikdozent
- Jürgen Klöckler (* 1965), Historiker, seit 2001 Stadtarchivar
- Stephan Geiger (* 1968), Kunsthistoriker, Kurator, Galerist und Autor
- Patrick Manzecchi (* 1969), Jazz-Schlagzeuger
- Mechthild Bach (* 1963), Sängerin, lebt in Konstanz
- Bettina von Schimmelmann (* 1974), Moderatorin bei Tele 5
- Davide Martello (* 1981), Pianist, Komponist
- Lina Seitzl (* 1989), Politikerin (SPD)